# Jeep FJ
La Jeep FJ, chiamata anche Jeep Fleetvan,  è un furgone prodotto dalla Willys-Overland, e successivamente dalla Kaiser Jeep dal 1961 al 1975. 
Basato sulla Jeep DJ-3A Dispatcher, era equipaggiato con il motore F-134 Hurricane da 2,2 litri a quattro cilindri. Erano disponibili due modelli, l'FJ-3 a passo corto e a interasse lungo chiamato FJ-3A. Di serie montava un cambio manuale a tre velocità Borg-Warner T-90 o un automatico sempre Borg-Warner  35.
Fu assemblato anche in altri mercati su licenza , tra cui in India come Mahindra Fleetvan.
Gli FJ-3 con guida a destra sono stati realizzati per il servizio postale degli Stati Uniti. La maggior parte di questi aveva una griglia frontale con lamelle orizzontali in loco della classica mascherina a sette feritoie verticali che si trovava sui modelli standard.
Il modello FJ-6 (basato sulla Jeep CJ-6) è stato introdotto nel 1965 per uso postale, che è stato infine sostituito dall'FJ-8 e FJ-9 introdotti nel 1975.